# UW Волопаса
UW Волопаса (лат. UW Boötis) — двойная затменная переменная звезда типа Алголя (EA) в созвездии Волопаса на расстоянии приблизительно 1408 световых лет (около 432 парсеков) от Солнца. Видимая звёздная величина звезды — от +11,73m до +10,91m. Орбитальный период — около 1,0047 суток.

## Характеристики
Первый компонент — жёлто-белая звезда спектрального класса F0*, или F2. Масса — около 1,48 солнечной, радиус — около 1,87 солнечного, светимость — около 8,152 солнечных. Эффективная температура — около 7134 K.
Второй компонент — жёлто-белая звезда спектрального класса F8. Масса — около 1,08 солнечной, радиус — около 1,03 солнечного, светимость — около 1,33 солнечной. Эффективная температура — около 6120 K.